# Raymond Ranjeva
Raymond Ranjeva (ur. 31 sierpnia 1942 w Antananarywie) – prawnik madagaskarski, sędzia Międzynarodowego Trybunału Sprawiedliwości.
Ukończył prawo na uniwersytecie w Antananarywie, uzupełniał studia w Paryżu (gdzie obronił doktorat). W 1966 roku pracował w administracji publicznej, następnie podjął pracę na uniwersytecie w Antananarywie. W latach 1981–1991 był tam profesorem, wykładał również w Akademii Wojskowej Madagaskaru i Narodowej Szkole Administracji Madagaskaru. W latach 1988–1990 pełnił funkcję rektora uniwersytetu w Antananarywie. Gościnnie wykładał w Akademii Prawa Międzynarodowego w Hadze, Wolnym Uniwersytecie w Brukseli, uczelniach francuskich (w Paryżu, Marsylii, Bordeaux).
Reprezentował Madagaskar w międzynarodowych instytucjach i konferencjach, zajmujących się problematyką prawa międzynarodowego; w latach 1976–1977 kierował delegacją na Konferencji Narodów Zjednoczonych o sukcesji państw w stosunku do traktatów w Wiedniu. W 1971 roku był w gronie założycieli Komitetu Praw Człowieka Madagaskaru. W 1974 roku został członkiem Akademii Nauk, Literatury i Sztuki Madagaskaru (później był wiceprezesem). Należy m.in. do Francuskiego Towarzystwa Prawa Międzynarodowego, Towarzystwa Prawa Międzynarodowego Quebecu, Afrykańskiego Towarzystwa Prawa Międzynarodowego i Porównawczego. Został powołany w skład Papieskiej Rady Sprawiedliwości i Pokoju, jest doradcą prawnym Konferencji Biskupów Katolickich Madagaskaru.
Zastępca członka Instytutu Prawa Międzynarodowego, w 1991 został wybrany na sędziego Międzynarodowego Trybunału Sprawiedliwości w Hadze. Wybrany na drugą 9-letnią kadencję w 2000, w latach 2003–2006 był wiceprzewodniczącym Trybunału, w 2009 zakończył pracę w Trybunale.
Ogłosił wiele publikacji z prawa międzynarodowego, w tym książki. Został odznaczony m.in. Krzyżem Komandorskim Narodowego Orderu Madagaskaru, Krzyżem Kawalerskim Orderu Zasługi Madagaskaru, Krzyżem Oficerskim Narodowego Orderu Mali.